# Lions et Agneaux
Pour plus de détails, voir Fiche technique et Distribution.
Lions et Agneaux (Lions for Lambs) est un film américain réalisé par Robert Redford et sorti en 2007.

## Synopsis
Janine Roth, journaliste de télévision, est invitée par le sénateur Jasper Irving pour une interview à son bureau à Washington. Ce dernier lui annonce une nouvelle stratégie de guerres en Afghanistan. Pendant ce temps, le docteur en sciences politiques Stephen Malley convoque Todd, un étudiant intelligent de son cours et tente de convaincre l'étudiant blasé de changer l'orientation de sa vie pour réaliser son potentiel. Il lui raconte comment deux de ses anciens étudiants, Arian et Ernest, loin des discours politiques et des arguments, assez pacifistes, de leurs mentors, se battent juste pour survivre en s'engageant à l'armée.

## Fiche technique
- Titre francophone : Lions et Agneaux
- Titre original : Lions for Lambs
- Réalisation : Robert Redford
- Scénario : Matthew Michael Carnahan
- Musique : Mark Isham
- Montage : Joe Hutshing
- Costumes : Mary Zophres
- Directeur de la photographie : Philippe Rousselot
- Production : Matthew Michael Carnahan, Tracy Falco, Andrew Hauptman, Robert Redford

Producteur associé : Bill Holderman
Producteur délégué : Daniel Lupi
- Sociétés de production : United Artists, Wildwood Enterprises, Brat Na Pont Productions, Andell Entertainment et Cruise/Wagner Productions
- Distribution : Metro-Goldwyn-Mayer (États-Unis), 20th Century Fox (France)
- Format : 35 mm - Ratio : 2,35:1
- Genre : drame politique
- Budget : 35 millions de dollars
- Durée : 91 minutes
- Pays de production :  États-Unis
- Dates de sortie[1] : 
  - Royaume-Uni : 22 octobre 2007 (festival du film de Londres)
  - Belgique : 7 novembre 2007
  - États-Unis : 9 novembre 2007
  - France : 21 novembre 2007

## Distribution
- Meryl Streep (V. F. : Frédérique Tirmont) : Janine Roth
- Tom Cruise (V. F. : Jean-Philippe Puymartin) : le sénateur Jasper Irving
- Robert Redford (V. F. : Claude Giraud) : Dr Stephen Malley
- Michael Peña (V. F. : Emmanuel Garijo) : Ernest Rodriguez
- Derek Luke (V. F. : Jean-Baptiste Anoumon) : Arian Finch
- Andrew Garfield (V. F. : Donald Reignoux) : Todd Hayes
- Peter Berg (V. F. : Hervé Bellon) : le lieutenant-colonel Falco
- Kevin Dunn (V. F. : Patrick Bethune) : Howard, éditeur d'ANX
- Josh Zuckerman : un étudiant

## Production

### Genèse et développement
Matthew Michael Carnahan a l'idée du scénario lorsqu'un jour en zappant, à la recherche de la chaine diffusant un match de l'équipe USC Trojans de football américain, il tombe alors par hasard sur un reportage parlant d'un Humvee qui s'était renversé dans une rivière irakienne, provoquant la noyade de cinq soldats américains. Matthew Michael Carnahan se dit que c'est une façon horrible de mourir et est très marqué par cela et par le fait qu'il a préféré zappé rapidement en voyant ce reportage,. Il explique notamment « Je me suis demandé pourquoi j'avais fait ça, et pourquoi, d'une façon plus générale, nous ne voulons plus entendre parler de tout cela alors que beaucoup de personnes s'inquiètent aujourd'hui de la direction que prend notre pays. Je me suis interrogé sur les raisons qui font que nous n'examinons pas ces problèmes en face, avec passion, ferveur et toutes les émotions que devrait soulever ce qui touche à la liberté, à l'espoir d'un meilleur futur et à l'idéalisme. J'ai été frappé de me rendre compte que finalement, je ne faisais pas très attention à ce qui se passait autour de moi dans le monde, que je ne me souciais pas de mes compatriotes qui donnent leur vie pour nous. J'ai réalisé combien nous étions tous très loin des réalités qui se cachent derrière nos petites vies confortables. Je me suis alors mis à écrire sur le thème de l'engagement personnel, ce que cela signifie, d'où il vient et ce qu'il peut permettre d'accomplir. »
Matthew Michael Carnahan imagine un temps en faire une pièce de théâtre. Cependant, en raison de la présence de scènes d'hélicoptères, il préfère en faire un scénario pour le cinéma. Il s'inspire également de sa propre expérience, notamment pour le personnage de Todd Hayes. Le scénario figure ensuite sur The Black List 2006, un sondage révélant les meilleurs scénarios en attente de production.
Robert Redford découvre le scénario est très séduit par cette approche du film de guerre :

« Si cela n'avait été qu'un film sur la guerre, il ne m'aurait probablement pas intéressé parce que je sais que le traitement de ce sujet peut varier énormément avec le temps. Ce qui m'a attiré dans Lions et agneaux, c'est la façon dont il utilise la guerre comme catalyseur pour montrer trois histoires personnelles qui soulignent des problèmes importants de notre société : le rôle des médias, de l'éducation, de la politique et de la jeunesse en Amérique. Le fait que ces histoires se rejoignent en un final dramatique et poussent le spectateur à se demander où nous en sommes me semblait passionnant à explorer. »

— Robert Redford
Il s'agit du premier film produit par United Artists depuis le rachat du studio par Tom Cruise et Paula Wagner peu de temps après le renvoi de l'acteur-producteur par la Paramount Pictures en 2006. Tom Cruise a avoué qu'il voulait absolument travailler avec Robert Redford, dont il admire le travail qui l'inspire notamment depuis Des gens comme les autres (1980).

### Attribution des rôles
Meryl Streep tourne pour la première fois sous la direction de Robert Redford, avec qui elle avait joué dans Out of Africa, vingt-deux ans auparavant, où Streep et Redford ont les rôles principaux,.

### Tournage
Le tournage a lieu à Washington, D.C. (Lincoln Memorial, National Mall, extérieurs de la Maison-Blanche, Capitole) en Californie (Claremont, Ren-Mar Studios de Los Angeles, Simi Valley)

## Accueil
Si le film n'eut qu'un faible retentissement sur le territoire américain, où il ne rapporta que 14 millions de dollars, sa carrière internationale totalisa 63 millions de recettes pour un budget de production estimé à 35 millions, n'en faisant pas moins un médiocre succès commercial au regard du considérable potentiel de sa distribution prestigieuse[réf. nécessaire].

## Analyse
(décembre 2022).
- Si vous ne connaissez pas le sujet, laissez ce bandeau (vous pouvez alors contacter les auteurs).
- Si vous supprimez le contenu mis en cause (vous pouvez préalablement contacter les auteurs),

argumentez précisément cette suppression dans la page de discussion
(un manque de référence n'est pas un argument ; une recherche réelle de référence doit avoir été effectuée, être formellement documentée).
Le film est une critique du « genre humain » au travers de la Guerre d'Afghanistan de 2001 après six ans d'enlisement. Il présente différents points de vue, sous plusieurs angles et selon des avis opposés à ceux exprimés officiellement par les États-Unis : 
- un brillant et ambitieux sénateur de Washington aux ambitions présidentielles, ex-agent des renseignements et major de promotion de l'Académie militaire de West Point ;
- une journaliste en vue des médias américains et son rédacteur en chef ;
- un professeur d'université en sciences politiques et ses élèves ;
- deux jeunes étudiants engagés volontaires dans les G.I..